# Tranvia Milano-Cinisello
La tranvia Milano-Cinisello era una linea della rete interurbana di Milano, che collegava il centro abitato di Cinisello alla metropoli lombarda fra il 1913 e il 1957.

## Storia

### Costruzione e sviluppo

Motrice Abbiategrasso 443 a Cinisello

La tranvia fu costruita come linea sussidiaria alla tranvia Milano-Monza che nel primo decennio del Novecento era a binario semplice lungo quasi tutto viale Monza. L'infrastruttura non era in grado di sostenere il traffico della linea tra Milano e Sesto San Giovanni per cui la Edison studiò una nuova tranvia interurbana che la affiancasse e che fosse a servizio dei lavoratori degli stabilimenti della Bicocca, come la Breda e la Pirelli.
Il progetto era stato redatto in tempi precedenti dalla Società Anonima Quartiere Industriale Nord Milano che lo cedette alla Edison nel 1912. La convenzione per la concessione della tranvia fu stipulata il 18 gennaio 1913 e fu approvata e resa esecutiva con il Regio decreto 6 marzo 1913, n. 332. La durata della concessione fu posta a sessant'anni.
La linea fu aperta al servizio pubblico il 1º agosto 1913. Contemporaneamente, fu realizzata anche una diramazione, dalla Torretta a Sesto San Giovanni, che la raccordava alla tranvia Milano-Monza.
Il 30 dicembre 1919, la Edison cedette le sue tranvie interurbane, tra cui la Milano-Cinisello, alla Società Trazione Elettrica Lombarda (STEL), da lei controllata. Vent'anni dopo, anche la Milano-Cinisello fu tra le linee della STEL che passarono all'ATM, che già gestiva la rete urbana.

### Il declino
La progressiva estensione della rete urbana facilitò i collegamenti fra Milano e gli stabilimenti industriali della Bicocca: con la progressiva realizzazione del viale Zara e del successivo viale Fulvio Testi, il 24 ottobre 1927 fu istituita la linea urbana 31 da largo Cairoli a Prato Centenaro che il 22 marzo dell'anno seguente fu prolungata fino alla Bicocca.
A partire dal 31 dicembre 1934, alla linea 31 si aggiunse la tranvia 4, che fu prolungata da piazzale Lagosta a piazzale Istria. Nel 1939, la linea 4 fu prolungata fino all'Ospedale Maggiore, sul nuovo viale Ca' Granda. Il 14 aprile 1952, la tranvia 31 fu prolungata dalla Bicocca fino a via Bignami, in corrispondenza degli ingressi della Breda.
Quest'ultimo prolungamento comportò il declino della tranvia interurbana, che risultava ora utilizzata nella sola tratta fra Cinisello e la Bicocca, trovandosi la seconda in concorrenza col servizio urbano, che aveva una frequenza maggiore e impiegava mezzi moderni.

Tram all'incrocio fra via Carducci e via Libertà, a Cinisello

L'esercizio sull'intero tracciato della tranvia fu mantenuto fino al 12 febbraio 1956, quando fu sostituito dall'autolinea interurbana 13 Milano Stazione Centrale-Cinisello, con deviazione su Sesto. Il servizio tranviario fu mantenuto in forma limitata tra Cinisello e Bicocca: solo nei giorni feriali e e festivi infrasettimanali, in funzione sussidiaria alla linea autobus. A seguito delle proteste degli abitanti, soprattutto operai, di Cinisello, l'ATM soppresse la deviazione dell'autolinea verso Sesto, che così replicò il percorso della vecchia linea tranviaria, e ripristinò il servizio tranviario sulla linea Torretta-Sesto Rondò.
La tranvia, limitata ai soli orari di punta, fu soppressa definitivamente il 7 ottobre 1957. Il binario del tronco Bicocca-Cinisello fu smantellato.
Il 2 marzo 1958, il tracciato Milano-Torretta-Sesto fu riattivato come nuovo percorso della Milano-Monza che deviata dal suo percorso storico su viale Monza a causa dei lavori di scavo della prima linea della metropolitana di Milano.

## Caratteristiche
|  |  | Unknown route-map component "uexKBHFa" |

|  |  | Unused straight waterway | Unused urban continuation backward |  |

|  |  | Unused straight waterway | Unknown route-map component "uexBHF" |  |

|  |  | Unused straight waterway | Unknown route-map component "uexABZgl" | Unknown route-map component "uexCONTfq" |

|  |  | Unknown route-map component "uexBHF" | Unknown route-map component "uexBHF" |  |

|  |  | Unknown route-map component "uexABZg+l" | Unknown route-map component "uexSTRr" |  |

|  |  | Unknown route-map component "uexBHF" |

|  | Unknown route-map component "CONTgq" | Unused waterway under railway bridge | Unknown route-map component "CONTfq" |  |

|  | Unknown route-map component "CONTgq" | Unused waterway under railway bridge | Unknown route-map component "CONTfq" |  |

|  | Unknown route-map component "uexSTR+l" | Unknown route-map component "uexABZgr" |  |  |

|  | Unknown route-map component "uexHSTf" | Unknown route-map component "uexBHF" |  |  |

|  | Unknown route-map component "uexSTRl" | Unknown route-map component "uexSTRr" |  |  |

Tram al capolinea di Cinisello

Come le altre linee della rete urbana e interurbana della Edison, la tranvia Milano-Cinisello era a scartamento ordinario di 1445 mm. Era lunga 8,33 km, a cui si aggiungevano i 1 250 metri della diramazione Torretta-Sesto.
Fin dall'apertura esercita come tranvia a trazione elettrica, la tensione di alimentazione del filo di contatto era a 600 V.

### Percorso
Il capolinea milanese sorgeva all'altezza di quello che in seguito venne chiamato viale Lunigiana che, nel 1933, fu integrato da un anello di ritorno che impegnava le vie Copernico, Schiaparelli e Ponte Seveso. Il binario proseguiva lungo l'allora viale Brianza e viale Marche proseguendo verso nord fino a via Pulci, attraverso la quale veniva raggiunto viale Sarca. Questo veniva percorso per tutta la sua lunghezza fino alla Torretta e, in corrispondenza dello stabilimento Pirelli della Bicocca, era presente un raddoppio intermedio.
Dalla Torretta, il binario tranviario proseguiva su viale Fulvio Testi, via Milanese, via Gorki e via della Libertà, con capolinea a Cinisello in via Carducci, in posizione prossima al deposito della tranvia Cusano-Cinisello-Monza.
La diramazione per Sesto San Giovanni partiva da via Torretta costeggiando a nord gli stabilimenti Breda, lungo via Carducci, e si inseriva sulla Milano-Sesto all'altezza del cavalcaferrovia. Su entrambi i rami, dopo Torretta, era presente un raddoppio intermedio.

## Materiale rotabile
Sotto la gestione della STEL e di ATM, sulla tranvia Milano-Cinisello prestavano regolarmente servizio motrici decapitate di tipo Monza, risalenti al 1900, motrici Biscia del 1902, Abbiategrasso del 1914 e tram Breda serie 60-69 costruiti nel 1923.